# Poljski kukolj
Poljski kukolj (kukolj čupavi, lat. Agrostemma githago) otrovna je biljka iz porodice Caryophyllaceae. Nekada je biljka bila izrazito čest korov na obradivim površinama. Danas raste po cijeloj Europi, a autohtona je u Sredozemlju, odakle se raširila i po Africi, Americi i Aziji. U mnogim krajevima danas se vodi kao ugrožena ili izumrla.

## Opis
Stabljika je uspravna, obrasla dlakama, u gornjem delu razgranata i naraste do 100 cm visine. Listovi su nasuprotni, lancetasti, svjetlozeleni i dlakavi. Cvjetovi su pojedinačni i veliki. Cvatu od lipnja do rujna. Plod je duguljast tobolac koji u sebi nosi crne, bubrežaste sjemenke. Biljka u godini stvara 100 – 600 sjemenki koje prokliju iste godine i zadržavaju klijavost nekoliko godina. 

## Otrovnost
Sjeme sadrži oko 7% otrovnog glikozida gitagina (agrostemin) - C27H28O11, koji djeluje na srce, živčani sustav i uništava crvene krvna zrnca. Već 0,5% kukolja u brašnu može djelovati otrovno.

## Ljekovitost
Istraživanja ljekovitih svojstava kukolja pokazala su da djeluje kao antihelminitik, diuretik (sjeme) i ekspektorans, ali zbog svoje toksičnosti se ne koristi u službenoj medicini.

## Vanjske poveznice
- Agrostemma githago na Plants for a future